# Luca Ghezzi
Luca Ghezzi (ur. 5 września 1978 w Vaprio d’Adda) – włoski wioślarz, reprezentant Niemiec w wioślarskiej ósemce podczas Letnich Igrzysk Olimpijskich w Atenach.

## Osiągnięcia
- Mistrzostwa Świata – St. Catharines 1999 – dwójka podwójna – 10. miejsce[1].
- Igrzyska Olimpijskie – Sydney 2000 – ósemka – 4. miejsce[1].
- Mistrzostwa Świata – Lucerna 2001 – czwórka ze sternikiem – 1. miejsce[1].
- Mistrzostwa Świata – Sewilla 2002 – jedynka – 8. miejsce[1].
- Mistrzostwa Świata – Mediolan 2003 – czwórka podwójna – 6. miejsce[1].
- Igrzyska Olimpijskie – Ateny 2004 – ósemka – 7. miejsce[1].
- Mistrzostwa Świata – Gifu 2005 – dwójka podwójna – 2. miejsce[1].
- Mistrzostwa Świata – Eton 2006 – dwójka podwójna – 14. miejsce[1].
- Mistrzostwa Świata – Monachium 2007 – czwórka podwójna – 4. miejsce[1].
- Mistrzostwa Europy – Poznań 2007 – czwórka podwójna – 2. miejsce[1].
- Mistrzostwa Europy – Ateny 2008 – dwójka podwójna – 6. miejsce[1].
- Mistrzostwa Świata – Poznań 2009 – czwórka podwójna – 6. miejsce[1].